# Le Jongleur (Chagall)
Pour les articles homonymes, voir Le Jongleur.
Le Jongleur est un tableau réalisé par Marc Chagall en 1943. Cette huile sur toile représente principalement un personnage au corps humain et à la tête d'oiseau tenant sur son bras droit tendu une horloge mécanique. Elle est conservée dans une collection privée.